# One Direction
One Direction (abreviado frecuentemente como 1D) fue una boy band británico-irlandesa formada en 2010 en Londres (Reino Unido), con motivo del programa The X Factor. Durante la transmisión del concurso, el quinteto, compuesto en aquel entonces por Harry Styles, Liam Payne, Zayn Malik, Niall Horan y Louis Tomlinson, fue apadrinado por Simon Cowell. Su formación se dio luego de que los cinco integrantes hicieran sus audiciones y fueran expulsados de la competencia. Tras esto, Nicole Scherzinger, una de las juezas, sugirió que los cinco formasen parte de un grupo, al que finalmente llamaron One Direction. El grupo finalmente quedó en el tercer lugar del concurso, pero aun así Cowell pagó un contrato discográfico con Syco Music para que pudiesen lanzar un disco.
En el segundo semestre del 2011, lanzaron su primer sencillo, «What Makes You Beautiful», que logró debutar en el número uno de las principales listas del Reino Unido e Irlanda. Por esto, recibieron varios reconocimientos, como un Brit al mejor sencillo británico y tres MTV Video Music Awards al mejor artista nuevo, mejor vídeo pop y vídeo más digno de compartir. Su álbum debut, Up All Night, logró debutar en la posición número uno del Billboard 200 y convirtió a One Direction en el primer grupo británico que alcanza el número uno con su primer disco en la historia de la lista. Para promocionar Up All Night, One Direction se embarcó en el Up All Night Tour, con el que dieron distintos conciertos en Europa, Oceanía y América. En el 2012, su éxito se mantuvo con el lanzamiento de Take Me Home, su segundo álbum. Al igual que su predecesor, debutó en el primer puesto del Billboard 200 e hizo a One Direction el primer grupo masculino y segundo en general que logra alcanzar dicho puesto con sus dos primeros discos, detrás de Danity Kane. También logró el número uno en el Reino Unido, por lo que es su primer disco que lo logra. El primer sencillo, «Live While We're Young», tuvo una recepción comercial superior a la de «What Makes You Beautiful», ya que se ubicó entre los diez más vendidos en la mayoría de las listas musicales, más concretamente, en Nueva Zelanda se convirtió en el primer número uno del quinteto.
Más tarde, en 2013, lanzaron su tercer álbum Midnight Memories, el cual se convirtió en el más vendido de ese año, con casi cinco millones de unidades vendidas. De este disco, fueron seleccionados los sencillos «Best Song Ever», «Story of My Life», «Midnight Memories» y «You and I», los cuales entraron a varios conteos de todo el mundo. La gira correspondiente del disco, Where We Are Tour, se convirtió en una de las más exitosas de la historia, con una recaudación de casi 300 millones de dólares y una asistencia de tres millones y medio de personas. Su cuarto álbum, Four, incluyó los sencillos «Steal My Girl» y «Night Changes». En marzo de 2015, en plena gira, Zayn Malik anunció su marcha de One Direction, mientras el resto del grupo seguiría adelante con la gira y la grabación de su quinto álbum.

## Historia

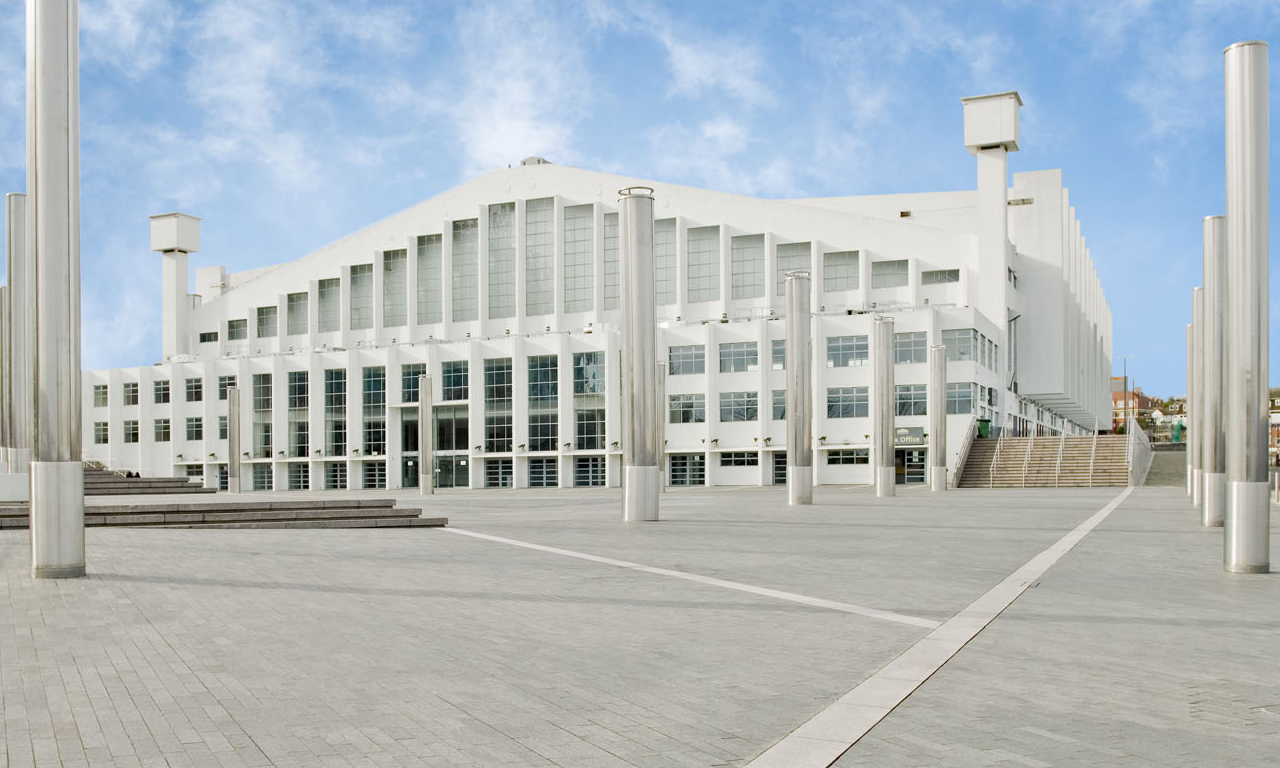
La Wembley Arena, lugar donde se llevó a cabo la formación del grupo.

### 2010-2011:The X FactoryUp All Night
En 2010, luego de que Harry Styles, Liam Payne, Zayn Malik, Niall Horan y Louis Tomlinson audicionaran para el programa The X Factor y fuesen expulsados, la jueza Nicole Scherzinger sugirió que se les integrara en un grupo y que regresaran al programa. La formación se hizo realidad y los cinco fueron apadrinados por Simon Cowell, juez y creador del programa. El nombre del quinteto sería One Direction, idea de Harry Styles. A lo largo del programa, interpretaron canciones como «Viva la Vida» de Coldplay, «My Life Would Suck Without You» de Kelly Clarkson, «Total Eclipse of the Heart» de Bonnie Tyler, «Only Girl (In the World)» de Rihanna y «Torn» de Natalie Imbruglia. En la final del programa, cantaron a dúo con Robbie Williams su canción «She's The One». Finalmente, quedaron en el tercer lugar del concurso, detrás de Rebecca Ferguson y el ganador Matt Cardle, por lo que no ganaron el contrato discográfico ofrecido como premio. A pesar de no haber ganado el concurso, su padrino Simon Cowell, decidió regalarles un contrato con Syco Music, por lo que One Direction comenzó las grabaciones de su primer sencillo al poco tiempo, y con esto, de su primer álbum.

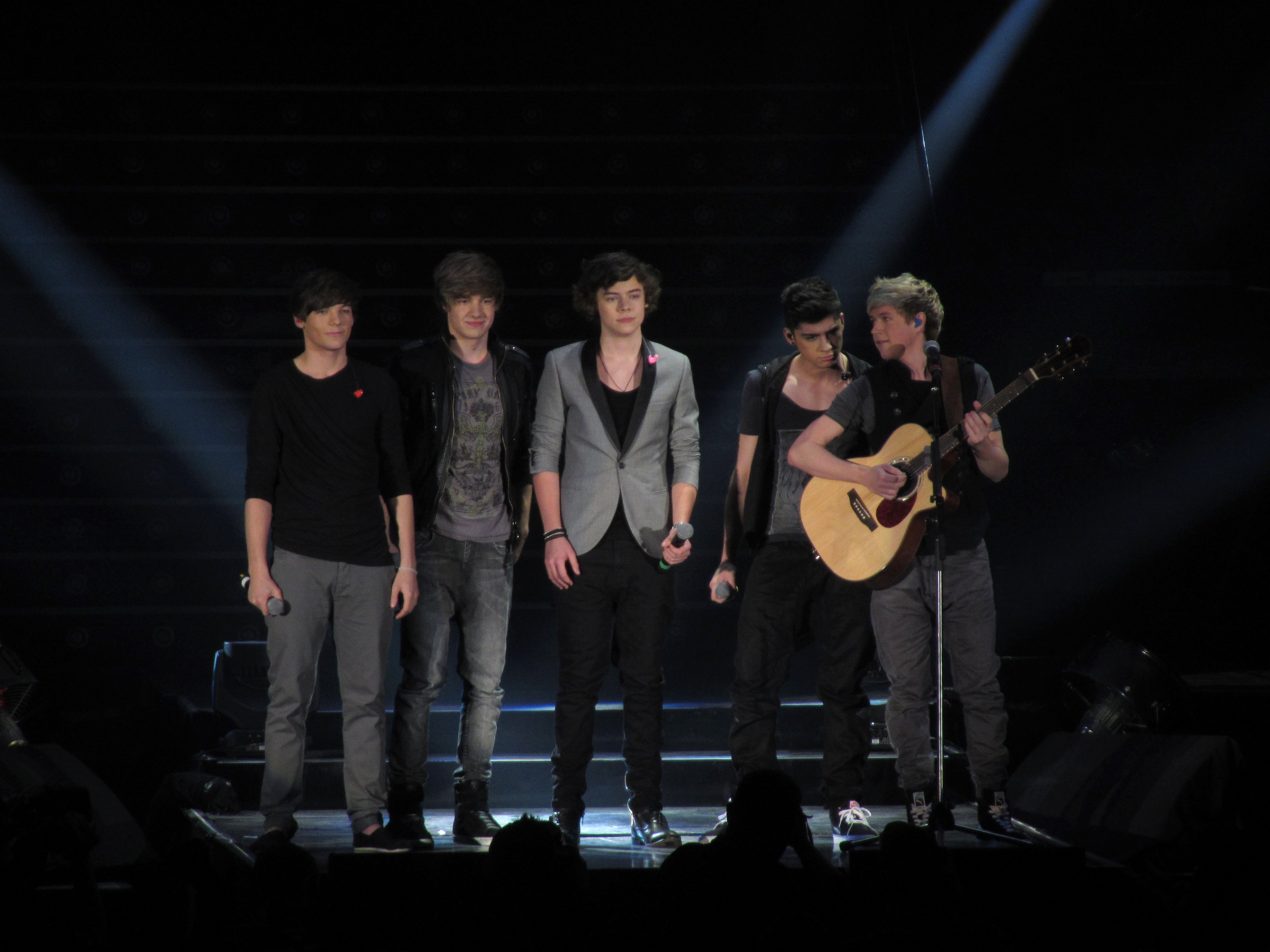
One Direction en el The X Factor Live Tour en abril de 2011.

El 11 de septiembre de 2011, lanzaron a mercado su primer sencillo que los catapultaría a la fama, «What Makes You Beautiful». Rápidamente, alcanzó el número uno en las listas del Reino Unido, Irlanda y México con ventas récord. Además, recibió múltiples discos de platino por parte de varios organismos certificadores, como la ARIA, la CRIA, RIAA y la RIANZ. Asimismo, obtuvo reconocimientos por su popularidad, vídeo y mensaje, como un premio Brit, un Teen Choice Award y tres MTV Video Music Awards. Para septiembre del 2012, ya había vendido siete millones de copias mundialmente. Meses después de la publicación de «What Makes Beautiful», se lanzó «Gotta Be You», segundo sencillo del grupo. Este no tuvo mayor éxito comercial, ya que solo se ubicó en los tres mejores lugares de las listas del Reino Unido e Irlanda, y estos fueron sus únicos ingresos mundialmente. Finalmente, lanzaron su disco debut Up All Night entre finales de 2011 e inicios de 2012. Alcanzó el número uno en las principales listas de Australia, Canadá, Irlanda, Italia, México y Nueva Zelanda. Sin embargo, Talk That Talk de la cantante Rihanna evitó que pudiesen lograrlo en el Reino Unido, país de formación del quinteto. Por otro lado, en los Estados Unidos también debutó en el primer lugar de la Billboard 200 con 176 000 copias vendidas durante su primera semana, lo que convirtió a One Direction en el primer grupo británico que logra alcanzar dicho puesto en la historia de la lista.
Para continuar promocionándolo, lanzaron «One Thing» como el tercer sencillo. Aunque no tuvo mucho éxito, es una de las canciones más populares del grupo. A finales de 2011, iniciaron su primera gira mundial, el Up All Night Tour, para continuar promocionando el disco y además lanzaron «More than This», el último sencillo.

### 2012-2013:Take Me HomeyTake Me Home Tour

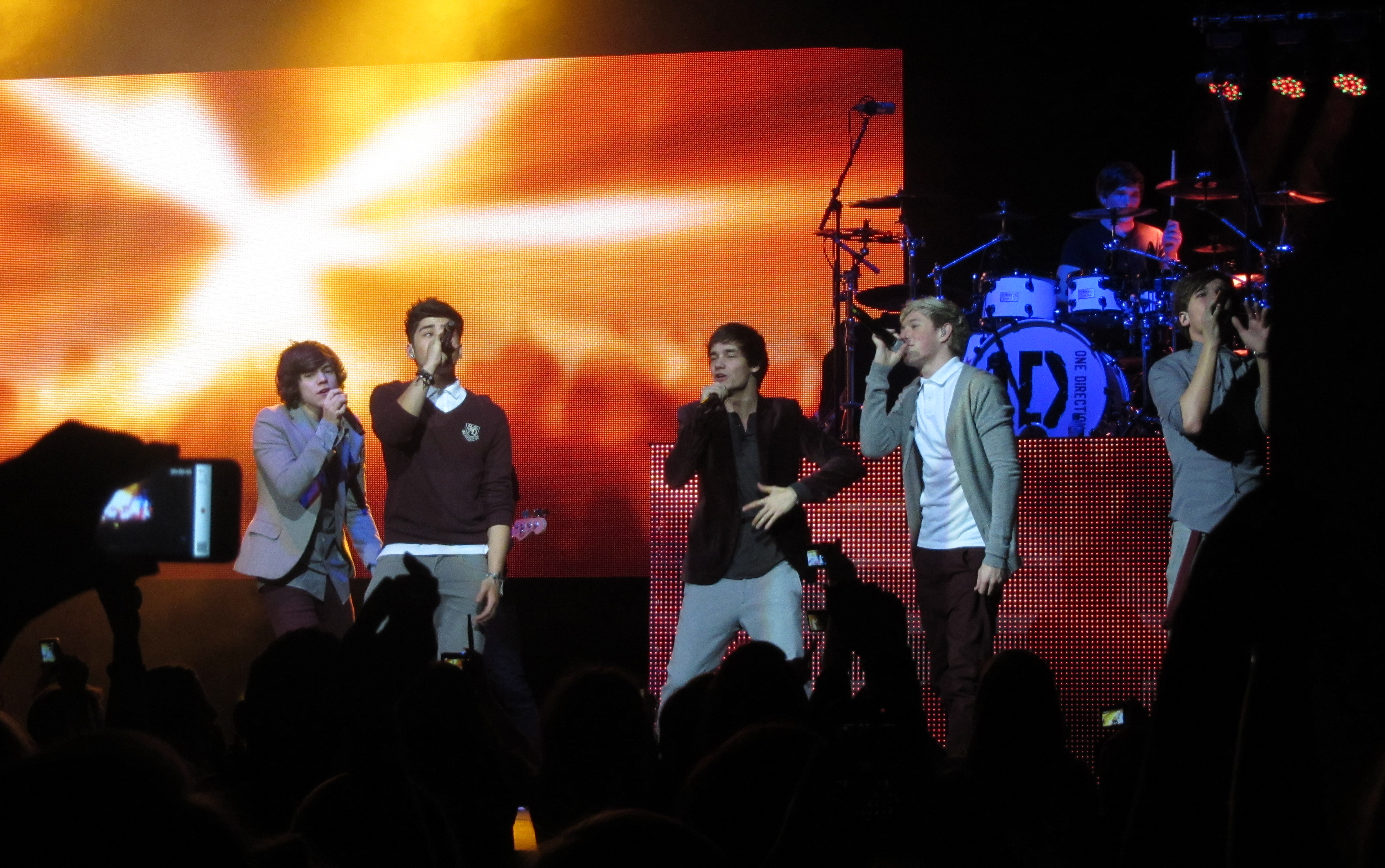
El grupo en el Up All Night Tour en Glasgow, Reino Unido, en enero de 2012.

A principios de 2012, la banda afirmó que su segundo álbum de estudio ya estaba en desarrollo. Niall Horan dijo que: «Queremos traer un nuevo álbum cada año o año y medio». Durante los meses siguientes, siguieron con el Up All Night Live Tour hasta junio que la gira acabó en los Estados Unidos. A raíz de esto, lanzaron su primer DVD, Up All Night: The Live Tour. Este alcanzó el número uno en ventas de varios países, y para junio de 2012 había vendido más de un millón de copias. Tras finalizar la gira, comenzaron a grabar canciones en Estocolmo, Suecia. En los meses siguientes, algunos artistas como McFly y Ed Sheeran aseguraron que habían trabajado en el nuevo material. Luego, el 3 de abril, Simon Cowell explicó al periódico The Independent que se encontraba buscando a los «mejores compositores y productores» para el nuevo álbum del quinteto, entre estos Max Martin y RedOne, quienes han trabajado con artistas como Britney Spears y Lady Gaga.
Semanas después, Harry Styles declaró al diario The Sun que: «Siempre estamos escribiendo en la carretera, los hoteles y los aeropuertos. No queremos que nuestra música suene como un hombre de 40 años en su oficina que la escribió y nos la dio para que la grabáramos». En agosto, cantaron «What Makes You Beautiful» en el cierre de las Olimpiadas de Londres 2012. Después, el 23 del mismo mes, la banda publicó un vídeo en su canal oficial de YouTube diciendo que el lanzamiento de su siguiente álbum estaba previsto para noviembre de ese año. En el mismo vídeo, también dijeron que el primer sencillo del disco sería «Live While We're Young» y que estaría disponible por preventa en iTunes esa misma noche. A pocas horas de haber estado disponible por preventa, alcanzó la primera posición en las tiendas de iTunes de cuarenta países, entre los que se encuentran Australia, Brasil, España, Francia, Italia y México, lo que la convirtió en la canción que más rápido se vendió de esa forma en la historia. Su lanzamiento radial estaba previsto para el 24 de septiembre, pero debido a que la canción fue filtrada en la web, la banda lo adelantó cuatro días. La canción obtuvo reseñas positivas y negativas por parte de los críticos musicales. Algunos comentaron que es «irresistible» y que su estribillo es «explosivo», mientras que otros dijeron que su inicio es similar al de «Should I Stay or Should I Go» de The Clash. En su lanzamiento oficial, alcanzó el número uno en Irlanda y Nueva Zelanda. Cinco días más tarde, Louis Tomlinson anunció vía Twitter que se titularía Take Me Home. Al día siguiente, en una entrevista con la estación de radio KIIS-FM, Horan explicó que el disco se llamaba así porque «no hay lugar como el hogar».

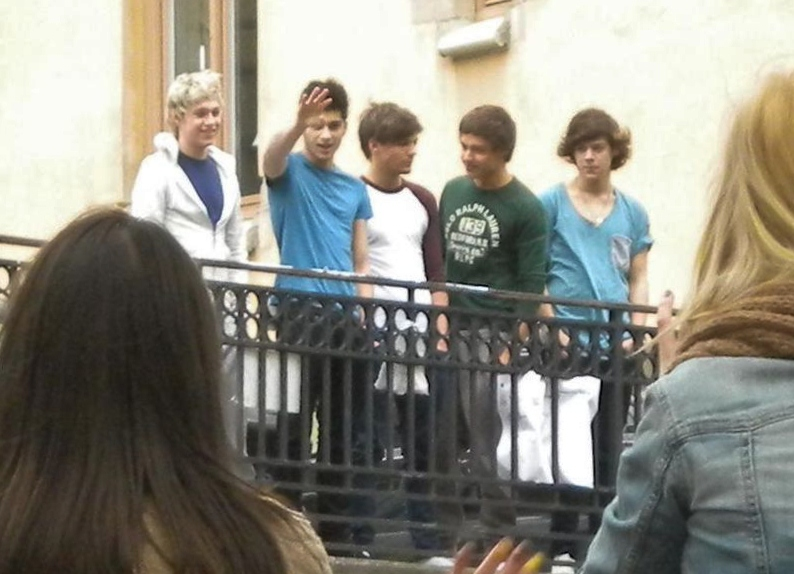
La banda en el área de Mosebacke, Estocolmo, Suecia, en mayo de 2012.

El 15 de octubre de 2012, Louis Tomlinson confirmó vía Twitter que el segundo sencillo de Take Me Home sería «Little Things», y que su vídeo ya estaba siendo filmado. Su lanzamiento radial se dio el 29 de octubre de 2012. La canción recibió comentarios positivos y negativos por parte de los críticos musicales. Algunos dijeron que suena más como una canción de Ed Sheeran que del quinteto, mientras que otros dijeron que es «hermosa» y «dulce». El tema contó con una buena recepción comercial en parte de Europa y Oceanía. En el Reino Unido debutó en el número uno del UK Singles Chart, lo que lo hizo el primer número uno del quinteto en el territorio desde que «What Makes You Beautiful» alcanzara dicho puesto en septiembre del 2011. Por otra parte, en Nueva Zelanda e Irlanda llegó al segundo puesto, mientras que en Australia al nueve. Tanto la edición estándar como la edición anuario fueron lanzadas entre el 9 y el 13 de noviembre de 2012 a través de la tienda digital iTunes. Sony lanzó ambas ediciones en Alemania, Australia, Austria, Bélgica, España, Finlandia, Francia, Irlanda, Luxemburgo, México, Noruega, Nueva Zelanda, los Países Bajos, Suecia y Suiza el 9 de noviembre. El mismo día, Niall Horan confirmó que el tercer sencillo sería «Kiss You» y que se lanzaría el 16 de noviembre. A diferencia de los dos previos, este tuvo una mala recepción comercial. En los Estados Unidos llegó hasta el puesto sesenta y cinco, y también se convirtió en la peor posición de algún sencillo del quinteto en el Billboard Hot 100. En Canadá sucedió algo similar, ya que alcanzó el puesto treinta del Canadian Hot 100.
La gira encargada de promocionar Take Me Home alrededor del mundo es el Take Me Home Tour, que empezó el 23 de febrero de 2013 en The O2 Arena de Londres, Reino Unido. También se extenderá por otros países europeos como Alemania, Bélgica, Dinamarca, España, Irlanda, Italia, Noruega, los Países Bajos, Suecia y Suiza. Asimismo, pasará por Canadá, los Estados Unidos y México. Se tenía previsto que cerrase con varias presentaciones en Australia y Nueva Zelanda, pero el 19 de enero de 2013, Niall Horan dijo que habría dos fechas para Japón los días 2 y 3 de noviembre de ese año. Contó con un éxito comercial instantáneo. A las pocas horas de haber estado disponible las entradas, las seis fechas para The O2 Arena de Londres se agotaron en tan solo una hora junto con las cuatro para Dublín, lo que, en suma, hizo un total de 300 mil boletos vendidos en el primer día. Debido a esto, se agregaron dos fechas más para Londres. Los dos conciertos programados para México también se agotaron rápidamente. El éxito de la gira fue igual de grande en Oceanía, ya que en un solo día se vendieron aproximadamente 190 mil boletos para las distintas fechas del continente, lo que provocó ingresos superiores a $15 millones. Por esto, se agregaron más espectáculos para Sídney y Melbourne, puesto que los ya vigentes se habían agotado en la oleada de ventas.
El 13 de noviembre dieron un concierto para el programa matutino Today Show en el Rockefeller Center de Nueva York con una multitud de 15 000 personas, una de las mayores asistencias registradas. En dicho concierto, cantaron su sencillo debut «What Makes You Beautiful» y los tres primeros sencillos de Take Me Home; «Live While We're Young», «Little Things» y «Kiss You». En una entrevista con el mismo programa, anunciaron que tendrían su propia película, la cual estaba programada para lanzarse el 30 de agosto de 2013 con Morgan Spurlock como director. El filme se centra en el Take Me Home Tour. El 16 de noviembre, asistieron al evento Children In Need 2012 para ayudar a recaudar fondos y así brindar apoyo a los niños marginados. El quinteto abrió el show cantando «Live While We're Young». Después, retomaron el escenario e interpretaron «Little Things».

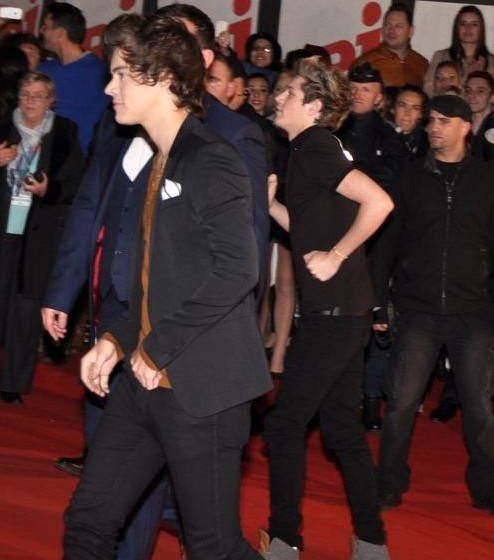
Harry Styles (adelante) y Niall Horan (atrás) en la alfombra roja de los NRJ Music Awards de 2013.

El 19 de noviembre, presentaron «Little Things» en el Royal Variety Performance para la Familia Real Británica. Dos días más tarde, viajaron a Alemania para cantar «Live While We're Young» en los Premios Bambi y recibir su galardón al mejor artista pop internacional. El 30 de noviembre y el día posterior, realizaron dos conciertos en la Mohegan Sun Arena de Uncasville, Connecticut, donde presentaron un total de dieciocho temas, entre estos, los tres primeros sencillos de Take Me Home y adicionalmente «C'mon C'mon». Las entradas para ambos espectáculos se vendieron en su totalidad. El 3 de diciembre dieron un concierto igual en el Madison Square Garden de la ciudad de Nueva York que también vendió todas sus entradas.

### 2013-2014:Midnight Memories,This is UsyFour

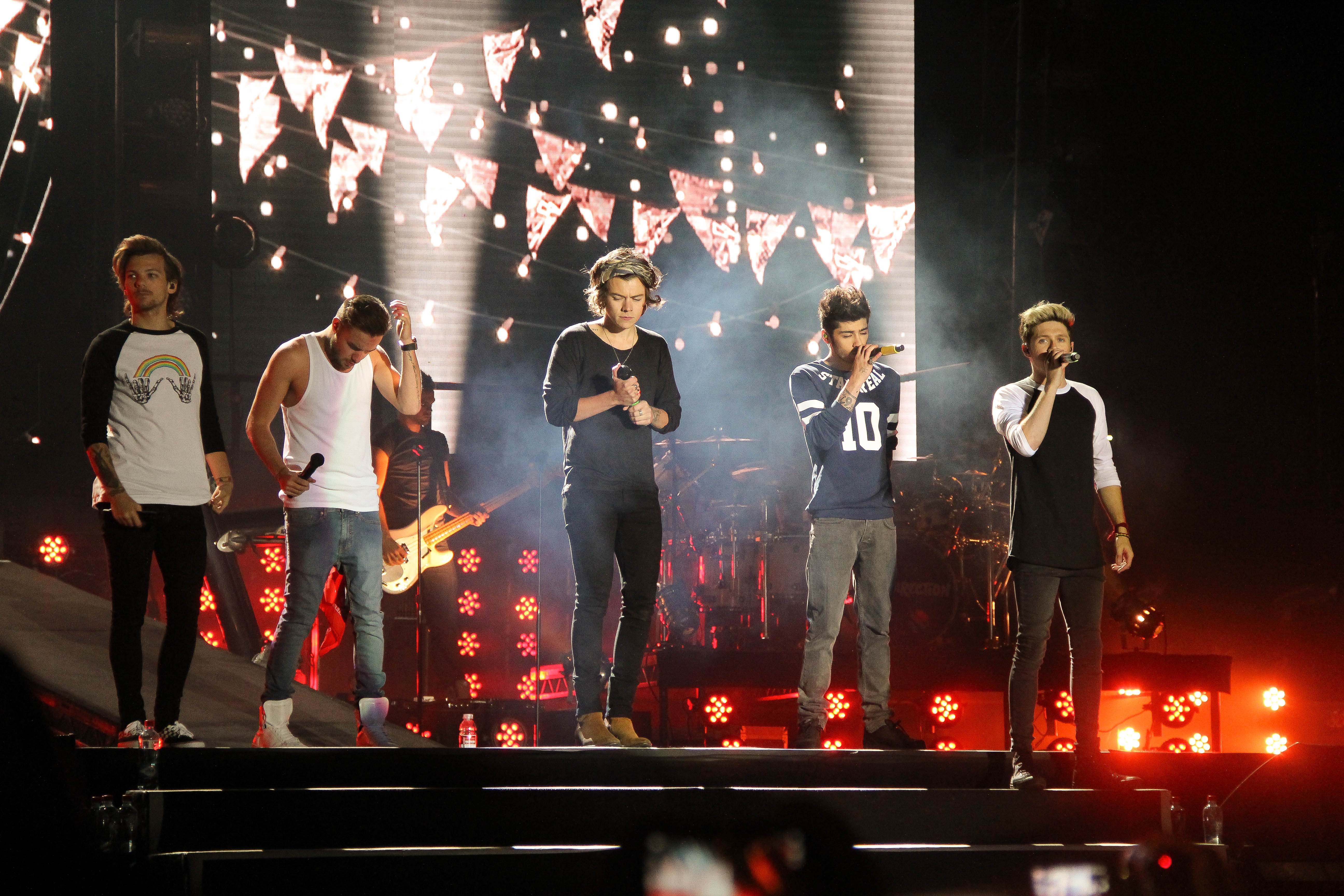
One Direction en un concierto en Santiago (2014) en el Where We Are Tour.

El 17 de enero de 2013, One Direction viajó a la ciudad de Tokio, Japón, para comenzar las grabaciones de su filme los dos días posteriores. El 18, fueron al programa Music Station para ser entrevistados. Allí, contaron su experiencia en el país, ya que era su primera vez en él, y además cantaron «Live While We're Young». Al día siguiente, realizaron una rueda de prensa. En la ronda de preguntas de esta, Niall Horan anunció que One Direction volvería a Japón el 2 y 3 de noviembre de 2013 para dar dos conciertos en el Makuhari Messe de Tokio. Terminada la rueda de prensa, cantaron un total de cinco pistas en un evento realizado por ellos llamado Team 1D Japan Party, que contó con la asistencia de aproximadamente 20 000 personas. La primera canción interpretada fue un adelanto de «One Way or Another (Teenage Kicks)», una versión hecha por ellos con el fin de apoyar a la fundación Comic Relief. Además, parte de esta presentación pertenecerá a su película. Luego, cantaron «What Makes You Beautiful», seguida de «Live While We're Young», «Little Things» y «Kiss You». Poco después, el 26 de enero, viajaron a Cannes, Francia, para presentar el tercer sencillo del álbum y recibir el premio al dúo o grupo internacional del año. Tras su interpretación, los seguidores franceses del grupo realizaron una conmoción en las diferentes redes sociales, por lo que el quinteto recibió además el premio al mejor momento digital. Algunas semanas más tarde, el 8 de febrero, el programa matutino de noticias Daybreak estrenó un adelanto del filme del quinteto donde se pudieron ver pequeñas escenas de ellos divirtiéndose, narrando sus anécdotas detrás de las cámaras y trabajando en sus presentaciones.
El 20 febrero, asistieron a los Brit Awards y recibieron el reconocimiento al artista británico más exitoso mundialmente, por todas sus ventas logradas en el 2012. En marzo, revelaron que su primera película se llamaría This is Us. Asimismo, dieron a conocer la mayoría de sus estrenos, que van desde el 29 de agosto de 2013 hasta el 3 de enero de 2014. El 16 de mayo, anunciaron una tercera gira para el 2014, la cual recorrería por primera vez la mayor parte de Latinoamérica. Esta lleva por nombre Where We Are Stadium Tour, y según One Direction, sería más grande que el Up All Night Tour y el Take Me Home Tour. Para promocionar su película, lanzaron el 22 de julio su noveno sencillo, «Best Song Ever».
El 27 de abril de 2014, se confirmó que One Direction estaban trabajando en su cuarto álbum de estudio. Good Charlotte informó de haber colaborado con Payne y Tomlinson para escribir canciones. Payne afirmó que el álbum sería "afilado" y el grupo había escrito la mayor parte de las canciones. El 21 de julio, One Direction anunció que próximamente se estrenaría su segunda película de concierto: Where We Are - The Concert Film, que documenta los conciertos del 28 y 29 de julio de 2014 que tuvieron lugar en el estadio de San Siro durante el Where We Are Tour. También anunciaron que saldría un libro autobiográfico "Where We Are" con fecha para el 25 de septiembre de 2014.
El 8 de septiembre, de One Direction anunció su cuarto álbum de estudio que se titula Four, que se estrenará el 17 de noviembre de 2014. Como parte del anuncio, una de las canciones del álbum, "Fireproof", fue lanzado para su descarga gratuita durante 24 horas en su página oficial. El 14 de septiembre se anunció el primer sencillo oficial del álbum, "Steal My Girl", el cual sería lanzado el 29 de septiembre. El video musical fue lanzado el 24 de octubre. El 28 de octubre, se informó de que otro video musical de One Direction estaba en la producción, lo que sugiere que otro sencillo sería lanzado. Más tarde confirmaron que el segundo sencillo del álbum sería "Night Changes". La pista fue lanzada el 14 de noviembre, tres días antes del lanzamiento del álbum. Four fue puesto en libertad el 17 de noviembre, superando el Billboard 200 y el UK Album Chart, una vez más.
El 22 de noviembre, se informó que el mánager del tour Paul Higgins, quien ha estado con el grupo desde su formación, se separó de la banda. En un Reportaje para E! News publicado el 4 de diciembre, Styles y Tomlinson, fueron listados como la tercera "relación" más reblogueada en Tumblr dentro del año, Styles y Horan ocupan la novena ubicación, y Payne y Malik la decimoquinta. La banda confirmó en los Premios de la Música de la BBC que, tras el éxito de Four, que tenían esperanzas de seguir para ir "a algún otro sitio" en su quinto álbum.

### 2015: Retirada de Malik,Made in the AMy separación indefinida
El 25 de marzo de 2015 la banda anunció la salida de Malik del grupo. Ellos mismos admitieron que estuvieron enfadados por la decisión de Malik. El 14 de mayo el grupo hizo su primera aparición pública en The Late Late Show with James Corden, donde confirmaron que continuarían trabajando sin un quinto miembro.
Desde que Malik abandonó la banda, tuvo éxito sacando a la venta su debut como sencillo Pillowtalk y el álbum Mind of Mine.
El 31 de julio de 2015, el grupo lanzó «Drag Me Down». La canción se estrenó como el sencillo principal de su próximo quinto álbum de estudio, y el primer material lanzado por el grupo después de la salida de Malik. El 22 de septiembre, se anunció oficialmente el título del quinto álbum de estudio Made in the AM, junto con al lanzamiento del sencillo promocional «Infinity». En octubre, se lanzó el segundo sencillo «Perfect». La pista alcanzó el top 10 en Billboard, convirtiéndose en el segundo consecutivo del grupo (después de «Drag Me Down»).
En noviembre de 2015, se lanzó su quinto álbum Made in the AM, Debutó en el número uno en las listas británicas con 93.189 copias, y en el número dos en el Billboard 200, con 402.000 copias vendidas en su primera semana de lanzamiento. En los American Music Awards de 2015, One Direction ganó el premio al Artista del Año por segundo año consecutivo. El 6 de noviembre del mismo año, se estrenó el tercer y último sencillo hasta hora de la banda «History». Tras la publicación del álbum, el grupo comenzó una pausa indefinida.

### Post-separación
En mayo de 2017, todos los miembros del grupo habían lanzado sencillos en solitario. En los Premios Brit de 2017, la banda ganó el premio al vídeo del año por su canción «History». Payne aceptó el premio en representación de toda la banda. En 2018 se supo que el grupo había cerrado la compañía que gestionaba sus giras, prácticamente dando por descartada una reunión.
El 23 de julio de 2020, con motivo de su décimo aniversario, se lanzaron cuatro EP conformados por canciones que la banda publicó a lo largo de su trayectoria, pero en versiones inéditas.
El 16 de octubre de 2024, Liam Payne falleció, a los 31 años, tras caerse de un tercer piso en el barrio porteño de Palermo, en Argentina. Se encontraba en el país para ver un recital de su excompañero Niall Horan.

## Estilo musical
El álbum debut de One Direction, Up All Night (2011) es un disco predominantemente pop, conteniendo elementos de teen pop, dance pop, pop rock y power pop, con influencias electropop.
Robert Copsey de Digital Spy describió al álbum como una "colección de pop rock con estribillos matadores", mientras que New York Times lo consideró "lleno de pop con rock modulado, alegre y a veces listo." Jason Lipshutz de Billboard opinó que el álbum demuestra una originalidad en el sonido que era "necesario para la revitalización del movimiento boyband", comparando sus "armonías pop" con bandas como 'N Sync, Backstreet Boys y 98 Degrees. Canciones como «One Thing» y «What Makes You Beautiful» fue particularmente señaladas por sus géneros de power pop y pop rock, por sus guitar riffs "powerhouse" y estribillos "con fuerza".
Vocalmente, en temas de concierto, Erica Futterman de Rolling Stone, afirmó que sus presentaciones acústicas muestran "la habilidad de Horan en tocar la guitarra, como también las voces admirables en vivo de One Direction. No hubo necesidad de preocuparse en playback, una realización agradable en el show pop." Cameron Adams de Herald Sun opinó que One Direction contiene "voces pop fuertes", Melody Lau de National Post escribió un comentario similar, "Es fácil perderse en la atracción inherente de sus peinados y el estilo de muy buen gusto, pero entre el medio de todos los gritos de chicas adolescentes son chicos que de verdad pueden cantar y, en un grado certero, pueden entretener." Chris Richards de The Washington Post, elaboró, "Fue difícil imaginar un futuro Justin Timberlake, Ricky Martin o Bobby Brown emergiendo del paquete. Ninguna voz resaltó." Jane Stevenson del sitio Canoe escribió, "Para lo que realmente no me preparé fue que todos pueden cantar de verdad en un concierto." Mike Wass de Idolator, comentando un concierto de 2012 en Sídney, sintió el esfuerzo sorprendente cumplido por One Direction, de la canción «Use Somebody» por Kings of Leon, demostró que One Direction es "más" capaz de evolucionar su sonido en el futuro.

## Imagen
Neil McCormick del periódico de Reino Unido, The Daily Telegraph publicó un artículo sobre la naturaleza del éxito de One Direction en Norteamérica. Tomando nota de que «realmente pueden cantar. Bandas británicas pasadas siempre han tenido una debilidad». También notó que los estadounidenses habían dejado un hueco en el mercado que indica que el grupo pasó a primer plano de Justin Bieber para demostrar que todavía había un lugar para los «chicos bien vestidos, sanos, de clase media y amigos del pop: Y además, ¿qué mejor cinco chicos lindos que uno?». Yahoo News publicó un artículo, que según la herramienta para palabras clave de Google, 3,35 millones de personas están buscando a One Direction cada mes. Sin contar que su cuenta verificada en Twitter acumuló dos millones de seguidores a partir de febrero de 2012, y desde entonces, la cuenta gana un promedio de 24.000 seguidores por día. El grupo ha sido etiquedado a menudo como «la nueva invasión británica».
Niall Horan, comentó sobre One Direction como boy band: «La gente piensa que es una banda de chicos como todas y que por eso estamos vestidos todos iguales. Somos solo chicos en una banda. Estamos tratando de hacer algo diferente de lo que la gente piensa que es la típica clase de boy band, haciendo diferentes tipos de música y más que nada, siendo nosotros mismos.»

## Otras actividades

### Libros y calendarios
La primera autobiografía de One Direction, One Direction: Forever Young (Our Official X Factor Story) fue lanzada el 17 de febrero del 2011. Ésta fue publicada por HarperCollins; y contiene información personal, fotografías inéditas y escenas tras bambalinas, tanto de The X Factor y X Factor Live Tour, así como las cuentas escritas de todos los miembros de la banda. El libro alcanzó el primer puesto en la lista de los más vendidos de Sunday Times. One Direction: The Official Annual 2012 fue publicado el primero de septiembre de 2011, conteniendo entrevistas exclusivas, noticias del momento de ellos, más información y fotografías nunca antes vistas de la banda. El 15 de septiembre de 2011, One Direction lanzó Dare to Dream: Life as One Direction. Al igual que los anteriores, contiene fotografías exclusivas dentro y afuera de los shows, junto con momentos capturados privados. Dare to Dream también fue número uno en la lista de los más vendidos de Sunday Times.
El grupo lanzó One Direction 2012 Calendar, el 31 de octubre de 2011. El 15 de diciembre de 2011, Amazon.com reveló que One Direction posicionó primero en los calendarios más vendidos de todos los tiempos, superando a los calendarios de Cheryl Cole y JLS de 2011.

### Promociones comerciales
One Direction se volvió el nuevo embajador para Pokémon Black and White en abril de 2011. Ellos protagonizaron un anuncio de televisión, participaron de eventos especiales y conocieron a fanes.
Además, la banda lanzó ediciones limitadas de celulares Nokia C2-02 y Nokia C3-00. Estos incluyen contenidos exclusivos como wallpapres, ringtones, y videos detrás de las cámaras de la banda.

## Miembros

### Exmiembros

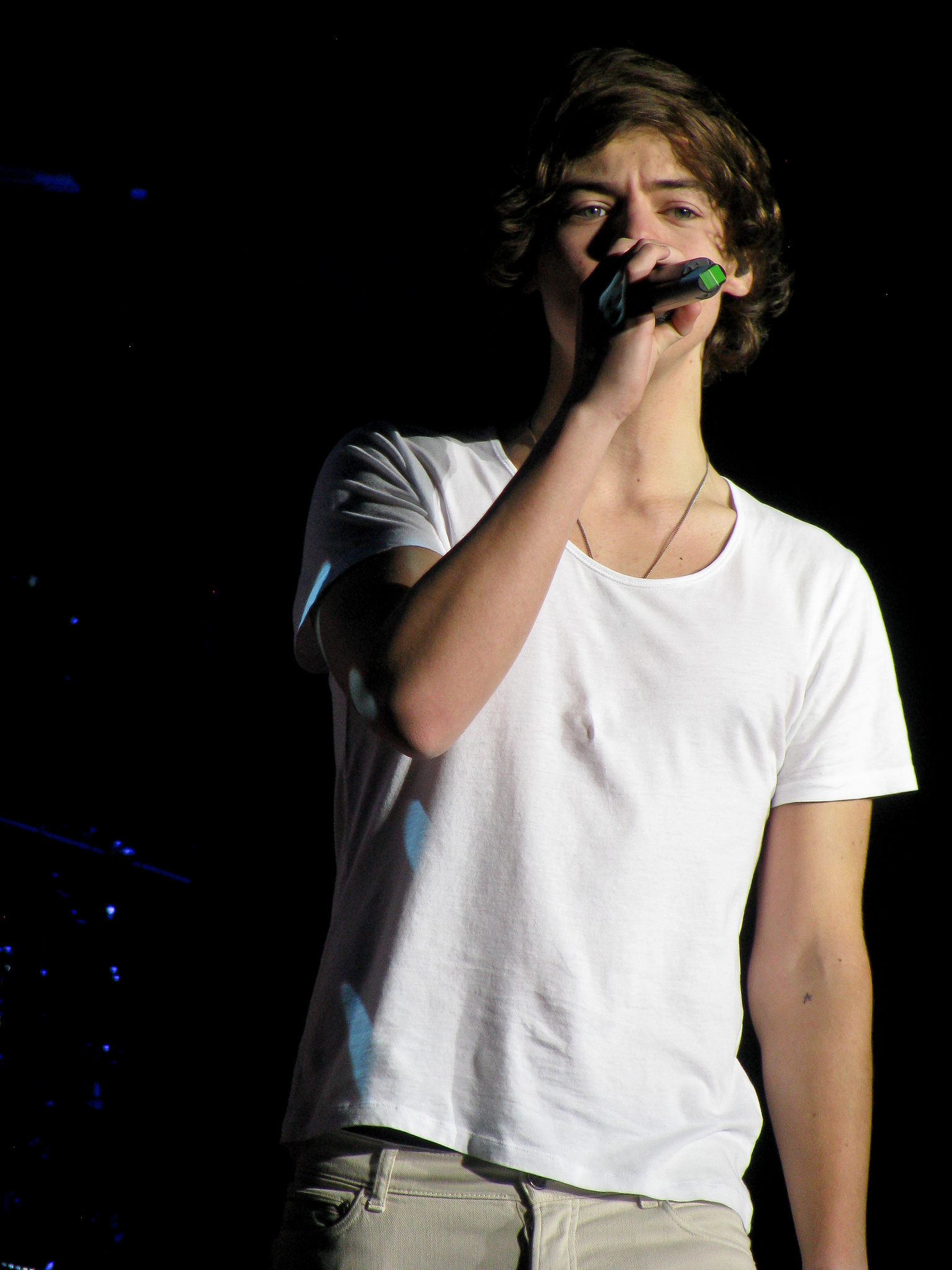
Harry Styles.

#### Harry Styles
Harry Edward Styles (n. 1 de febrero de 1994, Cheshire, Reino Unido), es hijo de Des Styles y Anne Cox, y hermano menor de Gemma Styles. Sus padres se divorciaron cuando él tenía solo siete años y su madre ha comentado que siempre lo ha apoyado en todo. Estudió en la Holmes Chapel Comprehensive School, donde formó su propia banda llamada White Eskimo junto a sus amigos Haydn Morris, Nick Clough y Will Sweeney. En 2009, participaron en la «Batalla de Bandas» y resultaron ganadores. También trabajó en una panadería durante un tiempo.
Aunque siempre mostró interés por la música, ha dicho que también le hubiese gustado ser abogado o fisioterapeuta. En 2010, Harry audicionó para The X Factor con la canción «Isn't She Lovely» de Stevie Wonder y resultó elegido. Por esto, su banda tuvo que separarse. Sin embargo, los amigos de Harry afirman que aún se mantienen en contacto con él por medio de mensajes de texto.
El cantante ha confesado que sus mayores influencias son las bandas The Beatles, Coldplay, el solista Elvis Presley y el actor David Hasselhoff. Harry es normalmente conocido por ser muy mujeriego, ya que ha tenido varias novias, entre estas, la presentadora Caroline Flack, la actriz Emily Atack, la modelo Emma Ostilly y la cantante de country Taylor Swift. Sin embargo, se ha puesto en duda que es homosexual o bisexual, debido a que tiene un supuesto romance con Louis Tomlinson, otro miembro de One Direction. Al respecto, Louis ha declarado que al principio era un tema divertido, pero que luego se puso difícil de tratar, ya que se encontraba saliendo con Eleanor Calder, una estudiante de la Manchester University. También añade que él y Harry son simplemente mejores amigos, mientras que Harry, por su parte, no ha declarado nada sobre el tema. Por otra parte, el cantante ha dicho que sufre de ofidiofobia o miedo a las serpientes; su lema es «trabajar duro, jugar duro, ser amable».

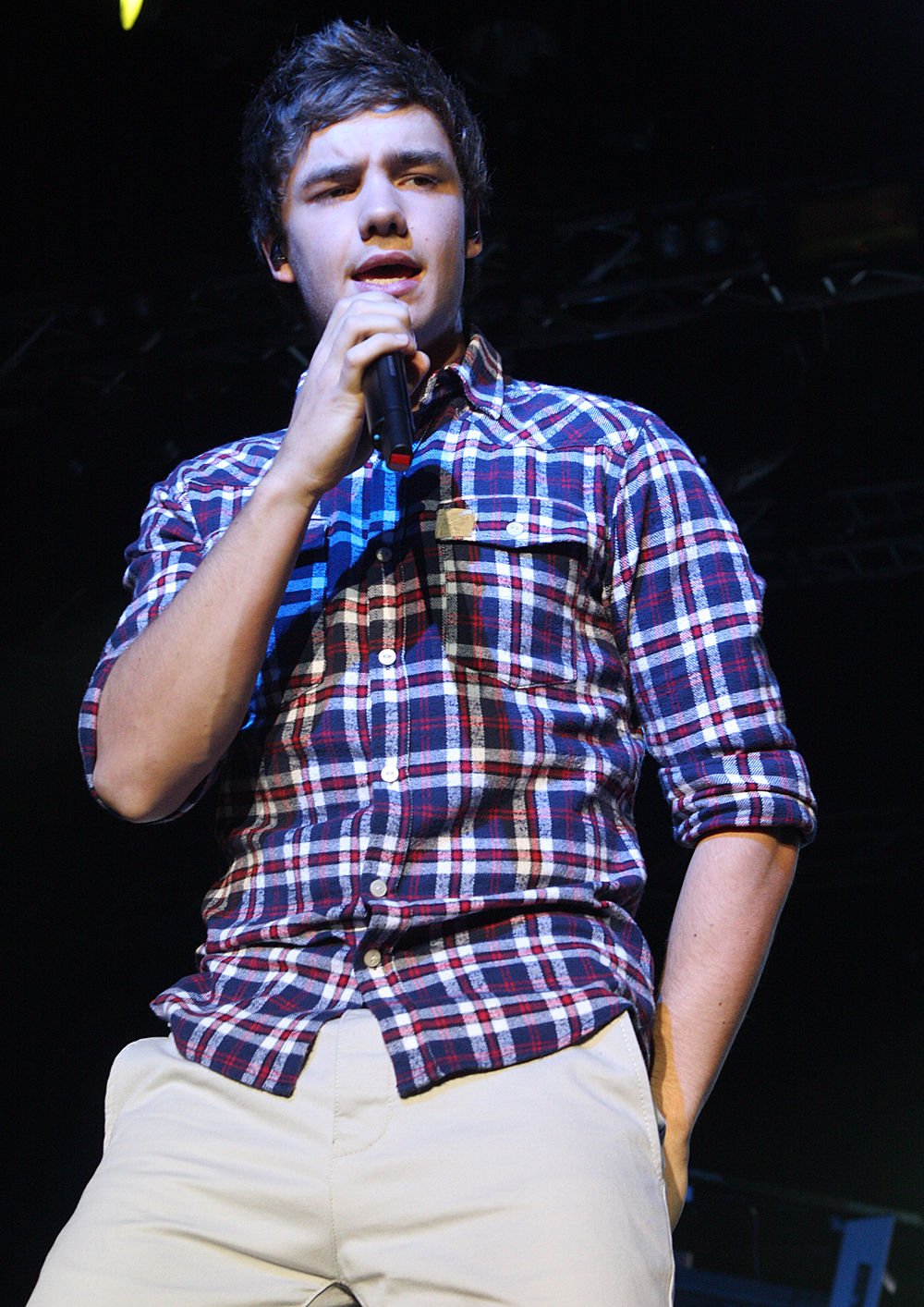
Liam Payne.

#### Liam Payne
Liam James Payne (Wolverhampton, Reino Unido; 29 de agosto de 1993 - Buenos Aires, Argentina; 16 de octubre de 2024) fue hijo de Geoff Payne y Karen Payne, y hermano menor de Ruth Payne y Nicola Payne. Cuando nació, presentó muchos problemas de salud que los doctores no pudieron averiguar hasta tres semanas después de su nacimiento. Los doctores descubrieron que la causa del mal funcionamiento de su organismo es que solo uno de sus riñones funcionaba correctamente y para mantenerlo con vida debían colocarle treinta y dos inyecciones en el brazo durante el día y la noche. También declaró que sus primeros años de vida los pasó en el hospital y que en su adolescencia nunca tuvo suerte en el amor.
Al crecer, su mayor sueño era convertirse en corredor olímpico. Para esto, se levantaba todos los días a las 5 de la mañana para correr cinco millas antes de ir a la escuela. Sin embargo, decidió ser cantante luego de que se descubriese su talento en su escuela y que fuese rechazado para formar parte de un equipo olímpico. A los 12 años, comenzó a perfeccionar sus habilidades de canto cuando se unió a Pink Productions, un grupo de artes escénicas con sede en Wolverhampton, que le permitió mostrar su talento frente a un público real por primera vez. Mientras estudiaba en la secundaria, Liam era víctima de acoso escolar, por lo que decidió practicar un poco de boxeo. Posteriormente, estudió tecnología musical en la City of Wolverhampton College de Wolverhampton.
Liam audicionó para The X Factor en 2008, y Simon Cowell lo eliminó en la ronda final ya que creía que era muy joven. Cowell le pidió que volviese a audicionar cuando fuese mayor. Dos años más tarde, audicionó nuevamente para The X Factor con «Cry Me a River» y recibió una ovación de pie por parte del público. En la siguiente etapa, interpretó «Stop Crying Your Heart Out» de Oasis, pero no aplicó para la categoría de «Chicos», por lo que fue integrado a One Direction.
El 16 de octubre de 2024, tras caerse de un tercer piso en el barrio porteño de Palermo, en Argentina, falleció a los 31 años de edad. Se encontraba en el país para ver un recital de su excompañero Niall Horan.

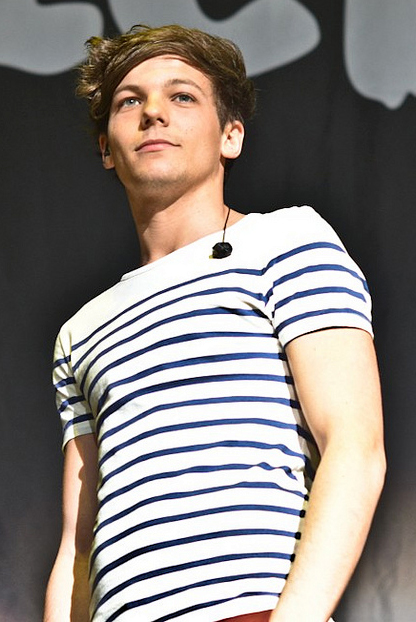
Louis Tomlinson.

#### Louis Tomlinson
Louis William Tomlinson (n. como Louis Troy Austin el 24 de diciembre de 1991, Doncaster, Reino Unido) es hijo de Troy Austin y Johannah Poulston, y hermano mayor de Lottie, Felicite, Phoebe y Daisy. En una entrevista con Daily Record, su madre explicó que se separó de Troy Austin cuando Louis era joven, así que sus cinco hijos adoptaron el apellido de su padrastro Mark Tomlinson.
Cuando Louis tenía 11 años, obtuvo un papel de extra en la película dramática de ITV, Fat Friends. A raíz de esto, comenzó a asistir a una escuela de actuación en su tiempo libre. También asistió a The Hayfield School, pero se retiró luego de no pasar su primer año en nivel avanzado. Posterior a esto, trabajó en un local de cine y fue mesero en el Doncaster Rovers Football Club. Louis audicionó en The X Factor con una versión de la canción «Hey There Delilah» de Plain White T's y avanzó a la siguiente etapa.
En una entrevista con la estación The Hits Radio, aseguró que su modelo a seguir es Robbie Williams, y agregó que: «Tengo un icono musical masivo y ese es Robbie Williams. En realidad cantamos con él en The X Factor y fue absolutamente increíble». En ocasiones, Louis percibe cierto tipo de zumbidos en su oído derecho. Aunque no se ha diagnosticado oficialmente qué es lo que tiene, se cree que es tinnitus, una enfermedad que podría dejarlo sordo. Su grupo favorito es The Fray y su canción «Look After You» del mismo grupo. Actualmente mantiene una relación con Eleanor Calder, una estudiante de la Manchester University. Él mismo ha dicho que es «un hombre de una sola mujer» y que nunca engañaría a su actual novia. Se considera una persona desordenada.

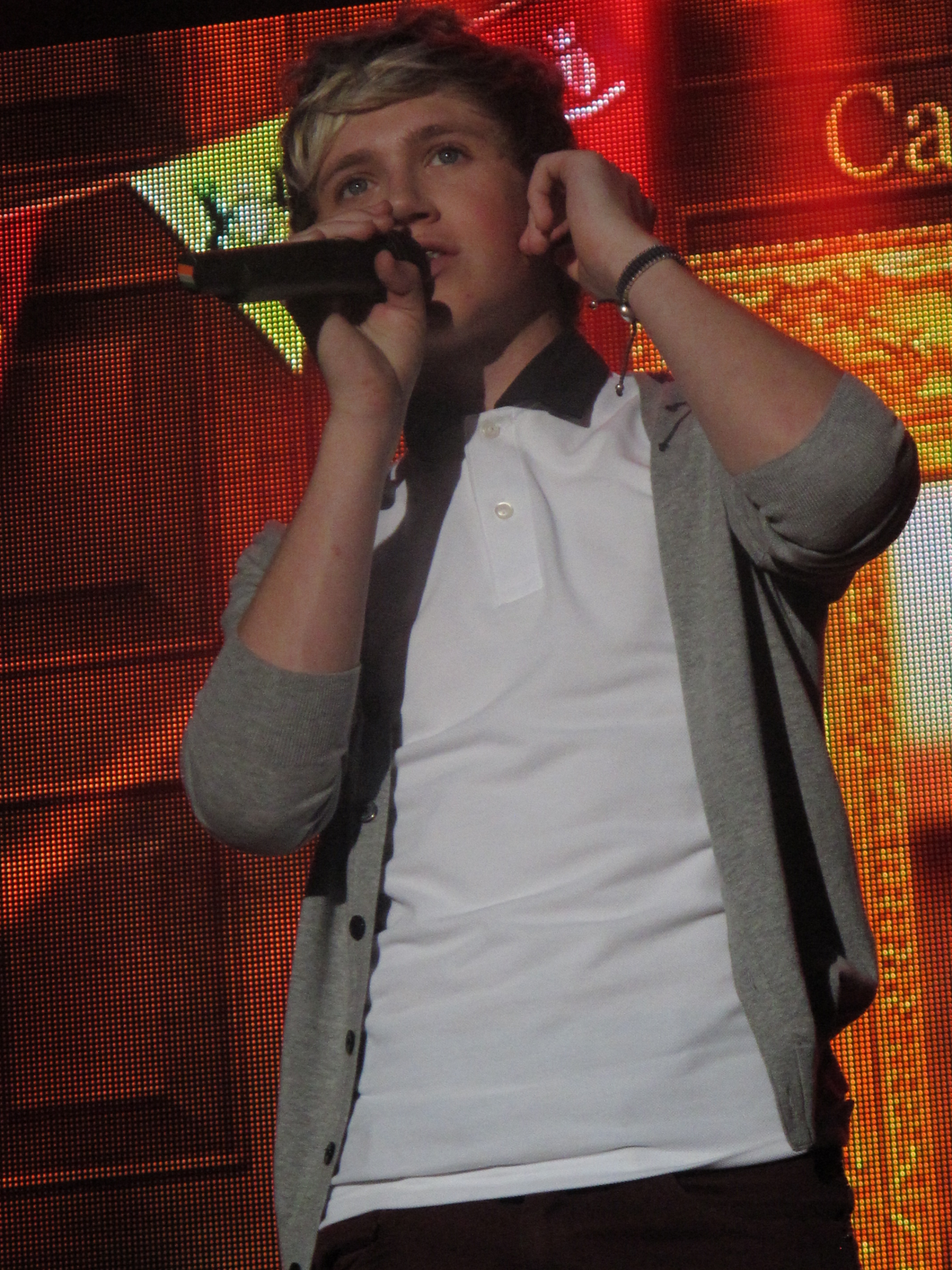
Niall Horan.

#### Niall Horan
Niall James Horan (n. 13 de septiembre de 1993, Mullingar, Irlanda) es hijo de Bobby Horan y Maura Gallagher, y hermano Greg Horan. Al sus padres divorciarse, Niall y su hermano debieron vivir con ambos durante un tiempo. Luego, decidieron mudarse definitivamente con su padre. En su infancia, estudió en la escuela primaria St Kenny National School, y en su adolescencia en la escuela católica Coláiste Mhuire, ambas ubicadas en Mullingar. Niall comenzó a tocar la guitarra luego de que su familia le regalase una en Navidad, y según él, es el mejor regalo que ha recibido. Su tía descubrió su talento un día que se encontraba con Niall en un coche y este comenzó a cantar, ella pensó que la radio estaba encendida, pero al darse cuenta de que era la voz de su sobrino, notó las gran capacidad vocal de Niall.
A principios de 2010, participó en el concurso Academy 2 con la canción «Baby» de Justin Bieber. Luego, audicionó en el casting de The X Factor realizado en la ciudad de Dublín con la canción «So Sick» de Ne-Yo. Respecto a la audición, Simon Cowell le dijo que: «No eres tan bueno como creía que eras, pero aun así me gustas». Además, Katy Perry votó a favor de que el cantante avanzara a la siguiente etapa, siendo este el voto decisivo para que entrara. En una entrevista con Digital Spy, Niall citó a Michael Bublé como una de sus principales influencias porque la historia de ambos es similar, ya que Niall fue descubierto por su tía que lo escuchó cantar en un coche y pensó que era la radio, lo mismo ocurrió con Michael Bublé, excepto que a él lo descubrió su padre. En su audición para The X Factor, comentó que le gustaría ser «un gran nombre», como Beyoncé o Justin Bieber.
A mediados de agosto de 2012, comenzaron a circular rumores de que Niall estaba teniendo una relación amorosa con la cantante Demi Lovato. De acuerdo con ella, nunca tuvieron una cita sino hasta septiembre con motivo de los MTV Video Music Awards y que todo fue más como una amistad que como un romance.

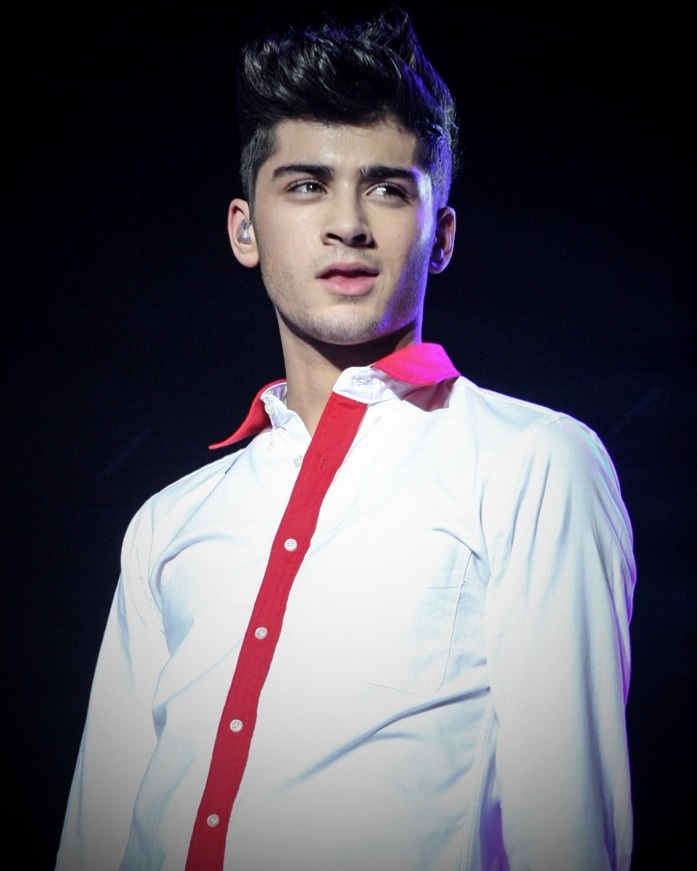
Zayn Malik.

#### Zayn Malik
Zain Javadd «Zayn» Malik (n. 12 de enero de 1993, Bradford, Reino Unido) es hijo de Yaser Malik y Tricia Brannan, y tiene dos hermanas menores, Waliyha Malik y Safaa Malik, además de una hermana mayor llamada Doniya Malik. Creció en el área de East Bowling, al sur de Bradford, y estudió en la Fields Primary School y la Tong High School. Cuando Zayn era niño, mostraba ser un tanto hiperactivo. Incluso en la casa de su madre solía jugar mucho con su coche. En su adolescencia, su madre explicó al diario Daily Record que pasaba la mayor parte del tiempo en su computadora escuchando música y cantando solo durante horas.
En 2009, Zayn iba a audicionar para The X Factor, pero debido a los nervios, se retiró antes de poder presentarse ante los jueces. Luego, en 2010, audicionó con la canción «Let Me Love You» de Mario Dewar Barrett y logró avanzar a la segunda etapa. Sin embargo, se rehusó a bailar debido a que no había perfeccionado sus movimientos, por lo que estuvo en riesgo de ser expulsado y no calificó en la categoría de «Chicos» del programa. A pesar de esto, se le dio la oportunidad de seguir y fue integrado en One Direction.
El cantante adoptó «Zayn Malik» como su nombre artístico ya que pensó que se veía «más original» con una «y» que con una «i». Durante su estadía en The X Factor, mantuvo una relación amorosa con la concursante Rebecca Ferguson, que duró aproximadamente cuatro meses. Zayn tiene acuafobia, pero a pesar de esto le gustan mucho los tiburones, sobre todo el tiburón martillo. Su canción favorita es «Thriller» de Michael Jackson, su álbum es Graffiti de Chris Brown y su grupo es N'Sync.

## Discografía
| Álbumes de estudio - 2011: Up All Night. - 2012: Take Me Home. - 2013: Midnight Memories. - 2014: Four. - 2015: Made in the AM. EP - 2011: Gotta Be You. - 2012: More than This. - 2012: iTunes Festival: London 2012. - 2012: Live While We're Young. |

## Filmografía
| Televisión | Televisión                                        | Televisión           | Televisión                                                 |
| Año        | Título                                            | Rol                  | Notas                                                      |
| ---------- | ------------------------------------------------- | -------------------- | ---------------------------------------------------------- |
| 2010       | The X Factor (UK)                                 | Participantes        | Formación del grupo y tercer lugar de la séptima temporada |
| 2011       | ITV2 Special, One Direction: A Year in the Making | Ellos mismos         | Documental                                                 |
| 2012       | Dancing On Ice                                    | Invitados musicales  | Temporada 7, semana 5                                      |
| 2012       | Saturday Night Live                               | Invitados musicales  | Temporada 37, episodio 720                                 |
| 2012       | iCarly                                            | Invitados especiales | Temporada 6, episodio 2                                    |
| Película   |                                                   |                      |                                                            |
| Año        | Título                                            | Rol                  | Notas                                                      |
| 2013       | This is Us                                        | Ellos mismos         | Película autobiográfica solo en 3D.                        |

## Giras
Giras mundiales
- Up All Night Tour (2011-2012)
- Take Me Home Tour (2013)[238][239]
- Where We Are Tour (2014) [240]
- On the Road Again Tour (2015) [241][242]

Otras giras
- The X Factor Live Tour (2011) (con Matt Cardle, Aiden Grimshaw, Paije Richardson, Cher Lloyd, Katie Waissel, Rebecca Ferguson, Mary Byrne y Wagner)[243]
- Better With U Tour (2012) (con Big Time Rush)[244]